# Jacques Mathon de La Cour
Jacques Mathon de La Cour (* 28. Oktober 1712 in Lyon; † 7. November 1777 ebenda) war ein französischer Mathematiker und Mechaniker.

## Biographie
Mathon entstammte einer Familie hoher Verwaltungsbeamter, die ursprünglich aus der Region Dombes stammte. Sein Vater, Jacques-Luis Mathon, war gräflicher Berater und ließ sich später in Bourg-Argental nieder, wo die Familie große Ländereien besaß. Dieser Reichtum ermöglichte es Mathon, sich entsprechend seinen Neigungen zu beschäftigen. Seine Vorliebe galt dabei den exakten Wissenschaften.
1753 nahm Mathon bei einem Wettbewerb der Académie des sciences in  Paris teil, wo eine bessere Ausnutzung des Windes bei großen Segelschiffen gefunden werden sollte. Tatsächlich hat Daniel Bernoulli den Wettbewerb gewonnen, jedoch wurden Mathon und Leonhard Euler für ihre Arbeiten belobigt.
Mathon wurde im Jahr 1740 als Mitglied an die Académie des sciences, belles-lettres et arts de Lyon berufen.
Mathon befasste sich nicht nur mit Mathematik. Sein Interesse galt neben griechischer Musik auch noch den Fremdsprachen. Außerdem beschäftigte er sich mit dem Heiligen Land und dem Tempelberg in Jerusalem.
Sein Sohn war Charles-Joseph Mathon de La Cour.

## Schaffen (Auszug)
- Nouveaux éléments de dynamique et de méchanique
- Recherches sur la manière de suppléer a l’action du vent sur les grands vaisseaux
- Nouvelles Machines mues par à la réaction de méchanique
- Essai du calcul des machines mue par la réaction de l’eau